# Chloe x Halle
Chloe x Halle é um duo estadunidense composto pelas irmãs Chloe e Halle Bailey e formado em 2013.

## Biografia e carreira
Chloe e Halle Bailey nasceram em Atlanta, Geórgia, e foram criadas em Los Angeles, Califórnia. Elas se apresentaram pela primeira vez como Chloe x Halle postando covers de músicas do gênero pop na plataforma de vídeos YouTube. Elas lançaram seu canal no YouTube com 13 e 11 anos, respectivamente, junto de um cover da música "Best Thing I Never Had", da cantora conterrânea Beyoncé. Sua versão cover de outra música de Beyoncé, "Pretty Hurts", se tornou viral e chamou a atenção da cantora e, em 2015, ela assinou um contrato com a dupla, integrando-as à sua gravadora, a Parkwood Entertainment.

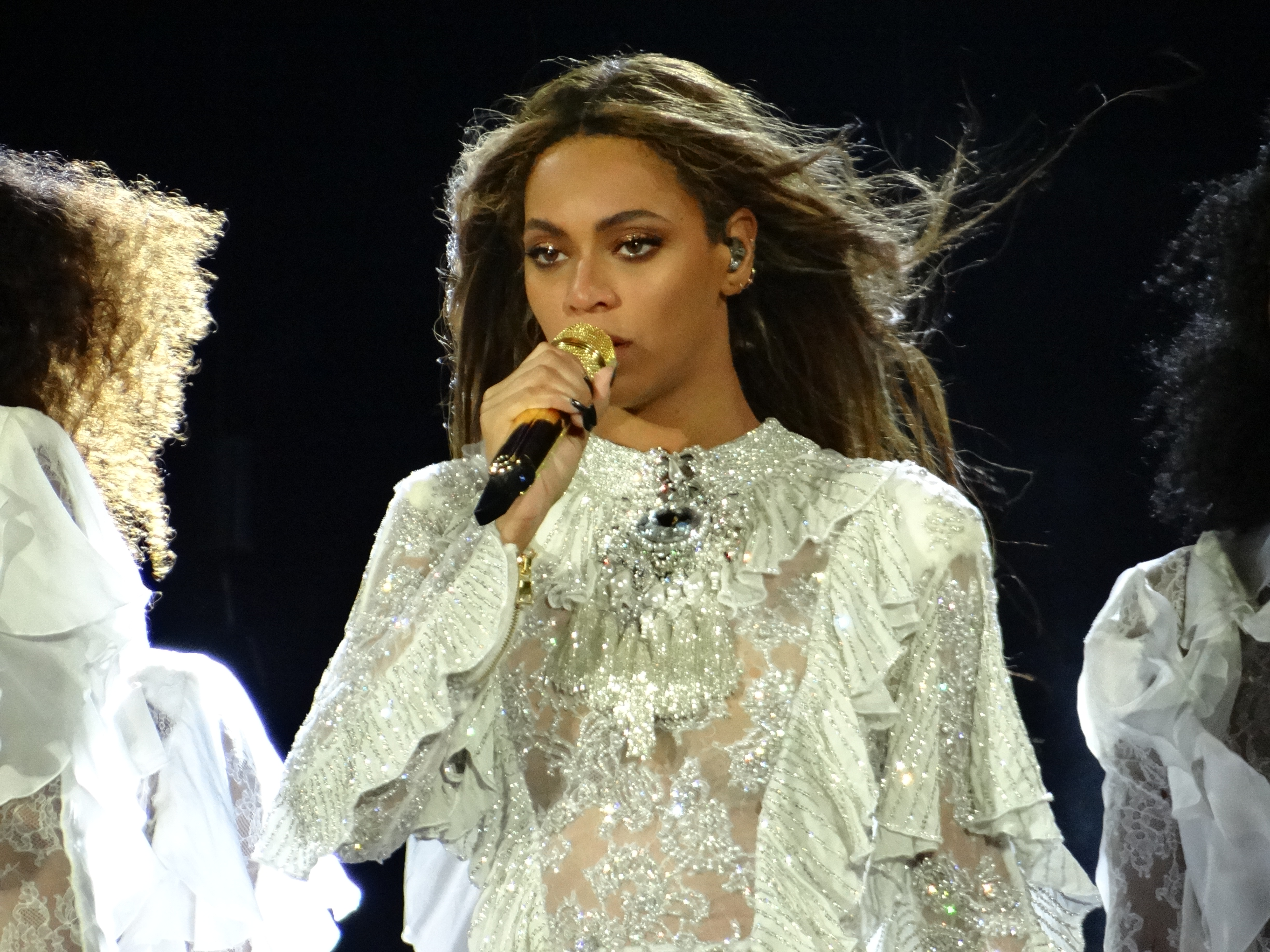
Além de ter contratado Chloe x Halle para sua gravadora, Beyoncé também escalou as irmãs como ato de abertura de duas de suas turnês musicais.

Em 29 de abril de 2016, a dupla lançou um extended play intitulado Sugar Symphony, o qual foi acompanhado pelos singles "Drop" e "Fall". Elas apareceram no conteúdo visual do sexto álbum de estudio de Beyoncé, Lemonade (2016), e também serviram como ato de abertura da The Formation World Tour, de Beyoncé, em alguns shows que aconteceram na Europa. No início de 2017, as irmãs lançaram The Two of Us, um mixtape aclamado pela crítica especializada que apresentou novas músicas escritas e produzidas principalmente por elas. O mixtape foi incluído na lista dos Melhores Álbuns de R&B de 2017 da revista Rolling Stone.
Em dezembro de 2017, a música "Grown" foi anunciada como tema de abertura da série de televisão Grown-ish, enquanto Chloe e Halle foram escaladas para papéis recorrentes. Na estreia da série, a faixa "The Kids Are Alright" foi lançada. O primeiro álbum de estúdio das irmãs, The Kids Are Alright, foi lançado em março de 2018. Em entrevista para a revista Billboard, elas comentaram: "São três anos de autodescoberta, vulnerabilidade e crescimento, todos colocados em um álbum. Colocamos nossos corações e almas em todas as letras, todas as batidas e não podemos esperar para que o mundo ouça". No Grammy Awards de 2019, as irmãs foram indicadas na categoria de artista revelação e seu álbum foi indicado a melhor álbum urban contemporary. Em maio de 2018, a dupla se juntou ao DJ Khaled como atos de abertura da On the Run II Tour, segunda turnê mundial de Beyoncé e Jay-Z. Em setembro de 2018, a dupla foi promovida para o elenco regular de Grown-ish.
Em fevereiro de 2019, Chloe x Halle cantaram "America the Beautiful" durante a 53.ª edição do Super Bowl. Em julho de 2019, a Disney anunciou que Halle foi escalada como Ariel na refilmagem live-action de A Pequena Sereia, que será dirigida por Rob Marshall. Em novembro do mesmo ano, Chloe entrou para o elenco do thriller sobrenatural The Georgetown Project, da produtora Miramax.

## Discografia
- The Kids Are Alright (2018)
- Ungodly Hour (2020)

## Turnês
Como ato de abertura
- Beyoncé – The Formation World Tour (2016)
- Andra Day – Cheers to the Fall Tour (2016)
- Jay-Z e Beyoncé – On the Run II Tour (2018)

## Filmografia

### Filmes
| Ano  | Título               | Personagem  | Personagem  | Notas                       |
| Ano  | Título               | Chloe       | Halle       | Notas                       |
| ---- | -------------------- | ----------- | ----------- | --------------------------- |
| 2016 | Beyoncé: Lemonade    | Elas Mesmas | Elas Mesmas | Segmento: Intro "All Night" |
| 2018 | The Kids Are Alright | Elas Mesmas | Elas Mesmas | Curta-metragem              |

### Televisão
| Ano  | Título                                 | Personagem  | Personagem  | Notas                           |
| Ano  | Título                                 | Chloe       | Halle       | Notas                           |
| ---- | -------------------------------------- | ----------- | ----------- | ------------------------------- |
| 2012 | The Ellen Show                         | Elas Mesmas | Elas Mesmas | Episódio lançado: 9 de abril    |
| 2013 | Austin & Ally                          | Elas Mesmas | Elas Mesmas | Episódio: "Moon Week & Mentors" |
| 2018 | Wild 'n Out                            | Elas Mesmas | Elas Mesmas | Episódio: "Chloe x Halle"       |
| 2020 | The Disney Family Singalong: Volume II | Elas Mesmas | Elas Mesmas | Especial de televisão           |
| 2020 | The Kelly Clarkson Show                | Elas Mesmas | Elas Mesmas | Episódio lançado: 9 de julho    |
| 2020 | The Disney Holiday Singalong           | Elas Mesmas | Elas Mesmas | Episódio lançado: 9 de julho    |

## Prêmios e indicações
| Ano  | Cerimônia               | Categoria                       | Indicado                     | Resultado | Ref.   |
| ---- | ----------------------- | ------------------------------- | ---------------------------- | --------- | ------ |
| 2017 | NAACP Image Awards      | Melhor novo artista             | Elas mesmas                  | Indicado  | [ 23 ] |
| 2018 | BET Awards              | Melhor grupo                    | Elas mesmas                  | Indicado  | [ 24 ] |
| 2018 | BET Awards              | BET Her                         | "The Kids Are Alright"       | Indicado  | [ 24 ] |
| 2018 | MTV Video Music Awards  | Melhor novo artista             | Elas mesmas                  | Indicado  | [ 25 ] |
| 2018 | MTV Video Music Awards  | Artista do ano                  | Elas mesmas                  | Indicado  | [ 25 ] |
| 2018 | MTV Europe Music Awards | Melhor artista                  | Elas mesmas                  | Indicado  | [ 26 ] |
| 2018 | Soul Train Music Awards | Álbum do ano                    | The Kids Are Alright         | Indicado  | [ 27 ] |
| 2019 | Grammy Awards           | Melhor álbum urban contemporary | The Kids Are Alright         | Indicado  | [ 28 ] |
| 2019 | Grammy Awards           | Artista revelação               | Elas mesmas                  | Indicado  | [ 28 ] |
| 2020 | Grammy Awards           | Álbum de R&B progressivo        | Ungodly Hour                 | Indicado  |        |
| 2020 | Grammy Awards           | Performance de R&B tradicional  | Wonder What She Thinks of Me | Indicado  |        |
| 2020 | Grammy Awards           | Melhor música de R&B            | Do It                        | Indicado  |        |